# Le Fidèle
Le Fidèle (también conocida en inglés como Racer and the Jailbird) es una película dramática de 2017 dirigida por Michaël R. Roskam, protagonizada por Matthias Schoenaerts y Adèle Exarchopoulos. Cuenta la historia de un gánster y una piloto de carreras que se enamoran, en el contexto de una brutal banda criminal en Bruselas. 
Fue seleccionada para ser proyectada fuera de competición en el 74.º Festival Internacional de Cine de Venecia. Fue seleccionada como la entrada belga para la Mejor película internacional en los 90.º Premios Óscar, pero no fue nominada. Recibió cinco nominaciones en la octava edición de los Premios Magritte.

## Sinopsis
Con el trasfondo de una banda criminal brutal en Bruselas, Bélgica, se desarrolla una historia de amor trágica, cuando Gigi, un gánster de alto vuelo, y Bibi, una joven piloto de carreras con raíces de clase alta se enamoran.

## Reparto
- Matthias Schoenaerts como Gino "Gigi" Vanoirbeek.
- Adèle Exarchopoulos como Bénédicte "Bibi" Delhany.
- Dimitry Loubry como Matón.
- Charley Pasteleurs como Commissaire de Cours.
- Sam Louwyck
- Stefaan Degand
- Guray Nalbant
- Igor van Dessel
- Nathalie Van Tongelen como Sandra.

## Producción
El 16 de mayo de 2012, Screen Daily informó que Savage Film produciría la nueva película del director Michael R. Roskam, descrita como una película de cine negro ambientada en el trasfondo de las bandas criminales brutales en Bruselas a fines de los años ochenta.
El 18 de diciembre de 2012, Variety informó que Matthias Schoenaerts volvería a formar equipo con el director de Bullhead, Michael R. Roskam, en la película, y que sería producida por Bart Van Langendonck en Savage Film, con sede en Bruselas, y que iba a comenzar a rodarse en 2014. El 21 de diciembre de 2013, Variety anunció que Thomas Bidegain escribiría el guion junto a Michael R. Roskam. El 12 de septiembre de 2015, Adèle Exarchopoulos se unió al elenco, y la película fue descrita como un "thriller romántico ambientado en el escenario de las pandillas del crimen en Bruselas", y el rodaje estaba programado para comenzar en 2016.
El rodaje comenzó en Bruselas el 25 de abril de 2016 y se completó el 15 de julio de 2016.

## Estreno
La película se estrenó en Bélgica el 4 de octubre de 2017. Wild Bunch manejó las ventas de derechos internacionales, mientras que Pathé distribuiría la película en Francia el 1 de noviembre de 2017. Neon compró los derechos de distribución norteamericanos de la película en el Festival Internacional de Cine de Berlín en febrero de 2017, y la estrenó en cines el 4 de mayo de 2018.

## Recepción
The Leisure Seeker recibió reseñas generalmente mixtas de parte de la crítica y de la audiencia. En el sitio web especializado Rotten Tomatoes, la película posee una aprobación de 36%, basada en 53 reseñas, con una calificación de 5.2/10 y con un consenso crítico que dice: "Melodramática y sobrecargada, Racer and the Jailbird sirve principalmente como prueba de que Matthias Schoenaerts y Adèle Exarchopoulos merecen reunirse en una mejor película." De parte de la audiencia tiene una aprobación de 45%, basada en más de 100 votos, con una calificación de 3.2/5.
El sitio web Metacritic le dio a la película una puntuación de 50 de 100, basada en 17 reseñas, indicando "reseñas mixtas". En el sitio IMDb los usuarios le asignaron una calificación de 6.3/10, sobre la base de 5167 votos. En la página web FilmAffinity la cinta tiene una calificación de 5.2/10, basada en 522 votos.